# Jabokrîcika, Cecelnîk
Jabokrîcika (în ucraineană Жабокричка) este un sat în comuna Katașîn din raionul Cecelnîk, regiunea Vinnița, Ucraina.

## Demografie
Componența lingvistică a localității Jabokrîcika
     Ucraineană (99,19%)
     Alte limbi (0,81%)
Conform recensământului din 2001, majoritatea populației localității Jabokrîcika era vorbitoare de ucraineană (99,19%), existând în minoritate și vorbitori de alte limbi.